# Želnavský smyk
Želnavský smyk, někdy též Novopecký smyk podle osady Nová Pec, je vodní dílo zbudované na Šumavě v jihozápadní části České republiky. Stavba spojuje Schwarzenberský plavební kanál s řekou Vltavou. Dílo začíná na severním úbočí vrchu Smrčina (1338 m n. m.), kde se v místě zvaném Klápa odděluje od plavebního kanálu. V minulosti se zde nacházelo překladiště kanálem plaveného dřeva. Smyk z Klápy pokračuje severovýchodním směrem až po 3,5 kilometrech končí spojením s Vltavou. Na jeho trase se nachází pouze dlouhé přímé úseky a mírné zatáčky, takže kanálem mohly plout i kompletní kmeny stromů. Vltavou se pak následně transportovaly až do Prahy.

## Historie
K vybudování smyku vedla situace z roku 1891, kdy se přestalo Schwarzenberským plavebním kanálem dopravovat dřevo do Vídně, protože o ně neměli tamní obyvatelé zájem. Dalším odbytištěm na Šumavě vytěženého dřeva se tedy mohla stát Praha, a proto se začalo se stavbou smyku, jež byla po pěti letech dokončena. Jeho význam se zvýšil na konci devatenáctého století, kdy byla Želnava napojena na železniční trať vedoucí sem z Kájova. Po ní bylo možné dřevo transportovat do Prahy. Po napuštění přehradní nádrže Lipno ale bylo překladiště doplaveného materiálu na železniční vozy zatopeno a muselo tak být postaveno nové nad obcí Nová Pec. To fungovalo do roku 1961, kdy se s plavením dřeva po Schwarzenberském kanálu skončilo.
V roce 2018 rozhodly Vojenské lesy a statky ČR, jimž patří většina pozemků na trase smyku, o zahájení rekonstrukce vodního díla, které mělo probíhat do roku 2021. Náklady na opravy byly plánovány ve výši 88 milionů korun a podílely se na nich dotační prostředky z fondu INTERREG V-A. Nejdražší položkou byly kamenné desky, z tak zvané plöckensteinské žuly pocházející z rakouského lomu, které tvoří obložení Želnavského smyku a které chyběly na přibližně kilometrovém úseku. Pracovníci památkové ochrany rozhodli, že se musí nahradit původním místním kamenem vyznačujícím se charakteristickou barvou a hrubozrnností.
Po tříleté rekonstrukci byla památka zprovozněna na jaře 2022.